# Hoplocephalus stephensii
Hoplocephalus stephensii är en ormart som beskrevs av Krefft 1869. Hoplocephalus stephensii ingår i släktet Hoplocephalus och familjen giftsnokar och underfamiljen havsormar. Inga underarter finns listade i Catalogue of Life.
Denna orm förekommer i sydöstra Queensland och nordöstra New South Wales i Australien. Habitatet utgörs av torra och fuktiga skogar som förekommer fläckvis i regionen. Individerna klättrar på träd. Födan utgörs av grodor, ödlor och mindre däggdjur som gnagare och fladdermöss. Honor lägger inga ägg utan föder under senare december 2 till 9 ungar. Könsmognaden infaller för hanar efter tre år och för honor efter fyra år. Parningen sker under september och oktober.
Beståndet hotas av skogarnas omvandling till jordbruksmark samt av intensivt skogsbruk. IUCN kategoriserar arten globalt som nära hotad.